# Лазня
Ла́зня — спеціально обладнане приміщення, де паряться і миються.

## Етимологія
Праслов'янське слово laz(ь)nь, lazьnja пов'язане з дієсловом laziti «лазити». Назва могла бути зумовлена тим, що в лазнях залізали на полиці, щоб попаритися. Для слова «лазня» в українській засвідчене інше значення: «низька хатина з маленьким входом, куди можна тільки пролізти». Пов'язання слов'янського «лазня» з лат. lavare («мити») і хетськ. lahuuai- («лити») непереконливі. Схожі слова є в інших мовах: біл. ла́зня, пол. łaźnia, чеськ. lázeň, луж. łaznja, а також рос. л́азня («драбинка», «сходня»).
Праслов'янське *banja запозичене з народно-латинської мови. Схожі слова існують в інших слов'янських мовах, правда, здебільшого з дещо іншими значеннями: рос. і болг. баня і д.-рус. баня («лазня»), ниж.-луж. banja («ванна»), болг. бани («курорт з цілющими водами»), словен. bánja («ванна»), староцерк.-слов. баніа («лазня», «місце для миття»). У Стародавньому Римі словом baneum (класичне написання balneum) звалися місця для купання, ванни і терми. Від нього також походять фр. bain, італ. bagno, ісп. baño. Самі римляни запозичили його у греків: дав.-гр. βαλανεῖον означає «лазня», «купальня» (походження його не ясне)[джерело не вказане 1295 днів].
Деякі припускають що слово «баня» (як архітектурний термін), а з ним і «банька», «банка» можуть бути пов'язані з прасл. *banja через низку семантичних зсувів: «місце для миття» > «ємність для миття» > «ємність», «посудина» > «схожий елемент будови». Але ця думка поділяється не всіма мовознавцями.

## Історія

### Давні часи
Перші лазні на території України з'явилися за часів Трипільської культури. Лазні того часу були зроблені із глини, яка ретельно обпікалася як всередині, так і ззовні. За рахунок цього приміщення довго зберігало тепло і не випускало пар. Процедуру миття трипільці зазвичай починали з пиття цілющих настоїв.
В середині V ст. до н. е. «батько історії» Геродот описав лазневі традиції скіфів. Скіфська лазня складалася з трьох жердин, які перебували під нахилом один до одного і обтягувались повстю. По центру приміщення ставили великий чан, у який чоловіки заливали воду і закидали розпечене каміння, доводячи температуру води до потрібної і отримуючи лікувальний пар. На камені чоловіки кидали насіння коноплі. Жінки розтирали на каменях кипарис, ладан і кедр, поступово підливаючи воду. Суміш нагадувала рідке тісто з чарівним ароматом, яким жінки повністю намазувались. Після змиву тіло ставало чистим та блискучим.
Скіфо-сарматські племена не тільки підтримували гігієну, але й здійснювали деякі ритуальні обряди. Будь-яке свято, вдале полювання або шлюбні зв'язки були пов'язані з обмиванням в лазні. Перед відправленням на той світ померлого мили, а після поховання люди знову парились у лазні.
У I ст. н. е. на території Північного Причорномор'я та Приазов'я набули поширення будівлі особливого типу — терми. Це були свого роду клуби з дуже розвиненим банним вузлом. У термах відвідувачі проводили значну частину часу: там дізнавалися і обговорювали всі новини, слухали філософів та ораторів, співаків та музикантів, нерідко укладали угоди, продавали та купували різні речі, милися в лазні, користувалися послугами перукарів або манікюрників.
Північнопонтійські терми мали простіший устрій, ніж римські, але в них були всі основні елементи останніх. Терми Харакса (25х15) складалися із розташованих у два ряди приміщень, в одному з яких знаходились аподитерій, фригідарій з цементованим басейном для купання, тепидарій та кальдарій, підлога якого складалася з глиняних плит, які були встановлені на кам'яних стовпах. Під підлогою, яку прикрашали галькові мозаїки та настінні фрески, пролягали глиняні труби, якими подавалося гаряче повітря для опалення лазні. Для комфорту відвідувачів видавалися спеціальні сабо на дерев'яній підошві. У II–III ст. н. е. було добудовано ряд кімнат клубного призначення (палестра), в яких солдати могли проводити вільний час.

### Середньовіччя
Згадка про лазню зустрічається у східнослов'янських міфах та у перському рукописі «Зібрання історій», що включає історії, записані у VI–IX ст. Лазня була невіддільною частиною життя давніх слов'ян: в них відзначали всі урочистості, обмивали новонароджену дитину і проводжали померлого. Також лазня виконувала господарські та житлові функції і була місцем традиційних дівочих ворожінь.
Язичницькі лазні будувалися з колод свіжовисушеної сосни і топилися «по-чорному». Щілини між колодами були законопачені деревною смолою та мохом. Курна лазня мала крихітне вікно під стелею, низькі вхідні двері та високий поріг. Всередині лазні, найчастіше справа біля входу, стояла піч-кам'янка, складена із великих валунів або «дикого каменю» зі значним вмістом кремнію. Зверху насипали дрібний булижник, який з часом почали перемішувати з чавунними чушками. Піч топили вільховими або березовими дровами, дим із якої надходив безпосередньо до парильні і виходив через відчинені двері. Після змиву кіптяви лазню обпарювали цілющими травами і не підтоплювали під час миття.
Під час будівництва «чорної» лазні в дерев'яній підлозі залишали щілини для стікання води або викопували яму. Полиці та підлогу застеляли сіном та соломою, а також ялиновими та сосновими гілками. В «чорній» лазні завжди стояла кадка з прохолодним квасом зі свіжою м'ятою, а під час входу кожному відвідувачу давали скуштувати редьку. При цьому двері та вікно щільно закривали. Жінки і діти зазвичай парились на нижніх полицях, тоді як чоловіки залазили під стелю, де температура могла досягати 100 °C. Взимку після лазні оголені люди пірнали в ополонку або обтиралися снігом, а влітку обливалися холодною водою або стрибали у водойму.
Також давні слов'яни полюбляли паритися в печі, всередині якої могли розміститися двоє людей. Піч спочатку протоплювали, вигрібали весь жар, стелили чисту солому і заходили всередину. Рівень температури встановлювався згідно з бажанням або витривалістю, а саму заслінку можна було залишати відкритою. Гарячі стіни бризкали водою, внаслідок чого зайвий пар відразу виходив через димар. Старих та хворих людей, яким важко було залізти на піч самостійно, засовували на вискоблених дерев'яних панелях. Дітей теж мили подібним чином: їх клали на дерев'яну хлібну лопату і подавали людині, яка перебувала всередині.
За часів Київської Русі лазня була невіддільною частиною побуту та медицини. 907 року князь Олег уклав договір з Візантією, згідно з яким руським купцям дозволялося відвідувати лазню у будь-який час. Про це свідчать записки арабського вченого Ібн Даста, який відзначав, що русичі дуже люблять паритися в лазні, а потім валятися в снігу та купатися в ополонці. Під час миття люди парили один одного березовими віниками і обливалися водою з цебра. Сільські лазні являли собою землянки, у яких дим виходив через віконця в накаті, що закривалися каменями або по верху зрубів, які виступали із землі та закривалися плетеними заслінками або тесаними засувами.
У 945 році київська княгиня Ольга помстилася за вбивство князя Ігоря в чотирикратному розмірі. Під час другої помсти до неї прибули посли деревлян, які вимагали одруження свого князя Мала на вдові князя Ігоря. Запропонувавши гостям сходити до лазні, княгиня Ольга наказала зачинити її ззовні. Обклавши лазню соломою та хмизом, її спалили з чотирьох сторін разом з деревлянами.
В ті часи питаннями медицини займалися досвідчені ченці, які читали праці давньогрецьких медиків про користь парної лазні. Прагнучи перевірити отримані з античних джерел свідчення, ченці почали будувати лікувальні лазні. До них прибудовували спеціальні приміщення, у яких хворі могли тимчасово мешкати. В статуті князя Володимира (996) такі лазні називалися закладами для нездатних, відбиваючи глибоке розуміння лазні як терапевтичного засобу.
У літописах XI–XIII ст. нерідко зустрічаються згадки про лазні. 1090 року єпископ грецького походження Єфрем Переяславський збудував кам'яну лазню за зразком візантійської, яка була неймовірно популярною серед міщан. В цей же час чернець Києво-Печерського монастиря Агапіт Печерський, який став відомим завдяки своєму таланту до лікування, зцілював хворих з допомогою мазей і лазні. Згідно з статутом монастиря, хворих потрібно було мити в лазні як мінімум двічі на місяць. На початку XII ст. онука Володимира Мономаха Зоя-Євпраксія проповідувала особисту гігієну і користь лазні, яка оберігала від хвороби та зміцнювала тіло.
Давньоруська «Повість про Петра і Февронію Муромських» добре ілюструє роль лазні в народній емпіричній медицині і характер застосування самобутніх та ефективних лікувальних засобів. Згідно з деякими списками цієї повісті, Муромський князь Петро, який страждав невиліковною шкірною хворобою, був зцілений в Рязанській землі дівчиною-знахаркою Февронією, батько та брат якої були бортниками. Вона наказала натопити лазню, вимити хворого і змазати його тіло медом диких бджіл. Внаслідок лікування князь повністю одужав.
Після занепаду Київської Русі степове Причорномор'я перетворилося на «Дике поле»: поселятися в цих землях було неможливо через постійні напади кочовиків. Банна розкіш Золотої Орди поділялася на «Білу» та «Червону палату», які відрізнялися кольором штукатурки внутрішніх стін. Золотоординська лазня складалася з роздягальні, кімнати з холодною ванною або басейном, теплої кімнати для миття та господарських приміщень. На початку 30-х років XV ст. будівлі були зруйновані військами московського князя Федора Васильовича Пестрова. Подальшому руйнуванню сприяли місцеві селяни, які проводили самостійні розкопки, під час яких були виявлені підземні печі, залишки мідного котла, складна система цистерн та водогонів, залізні труби для подачі гарячої води, гончарні димогарні та каналізаційні труби. Все це призвело до остаточного обвалу залишків руїн лазні.

### Новий та новітній час
Кінець XV ст. став часом появи на історичній арені українського козацтва. Козацькі лазні завжди топилися «по-білому», для якої відгороджувався невеликий кут за піччю. Сама піч мала заслінки з боку парильні та з боку кухні. Підлога робилася з нахилом для зливу води в бік зовнішньої стіни, на яких розташовувались декілька лавок на різних рівнях. У кутку знаходилась велика діжка для холодної води, яку лили на каміння і якою обливалися з дерев'яних відер — цеберок. При бажанні в діжку можна було зануритися повністю. Також козаки практикували похідні лазні, де замість печі використовувались гарматні ядра і дрова, а стіни приміщення споруджувались зі щільної, просоченої спеціальним розчином, тканини.
Заготовка банного віника була ритуалом. Читаючи спеціальну молитву під час церковних свят, козаки зрізали гілки для віників і висушували їх в тіні. Вони були великими майстрами банних справ, завжди проводили подібні процедури до та після походу, а спеціалісти-знахарі з допомогою розпарювання лікували козаків трав'яними настоями та відварами. Важкохворі обмежувались простим обмиванням, остерігаючись завдати ще більшої шкоди слабкому здоров'ю.
На початку XVII ст. в закарпатському селі Лумшори з'являються лазні на основі мінеральних вод із вмістом радону. Чавунний чан розміщують на відкритому повітрі, під яким розпалюють вогнище, яке нагріває мінеральну воду приблизно до 45 °C. На дно чана кладуться плоскі річкові каміння. Влітку після процедури гуцули занурюються у холодну водойму, а взимку розтираються снігом і п'ють трав'яний чай. В деяких селах люди користуються дерев'яним коритом (ночва), яке ставиться посеред кухні на свята.
До того часу гуцульська лазня змішала традиції всіх народів, які населяли схили Карпат і Паннонську рівнину. Для підтримки чистоти тіла гуцули взимку розпалюють вогнище в своїх колибах і розтираються річковим льодом та снігом, при цьому вживаючи велику кількість буркуту. Влітку вони використовують рубаний лід, який зберігався протягом теплого періоду під товстим шаром тирси. Ця процедура дозволяла краще очиститись від бруду.
Громадські лазні кримських татар нічим не відрізнялися від звичайних турецьких лазень (хамам). Це були багатокупольні будівлі, складені з кримського черепашнику і буту з двома окремими входами паралельно розташованих чоловічої та жіночої частин. Хамам складається з чотирьох послідовно сполучених приміщень з наростанням температури від 35 до 55°C: роздягальня (джамкон), кімната відпочинку (соулук), потільний зал (парильня) та масажний кабінет (согуклук). Через круглі вікна проходили освітлення та вентиляція. Залишки таких лазень були виявлені у передмісті Бахчисарая, Саланчику, який до 1532 року був столицею Кримського ханства.
Підлога та стіни хамаму були оздоблені мармуром, з якого робилися лавки та ванни, встановлені вздовж стін. Жарке повітря забезпечував мідний котел, який цілодобово нагрівався в окремому приміщенні за стіною парильні. Від нього по всій будівлі розходились підземні тунелі (гіпокауст), якими надходив гарячий пар і нагрівав підлогу. Ходити босоніж було неможливо, тому всім відвідувачам, які проводили в хамамі весь день, видавали взуття на дерев'яній платформі. Ночами в лазнях мили невільників, де негоціанти платили банникам перед продажем рабів на невільницькому ринку.
На відміну від турецької лазні, де застосовувалась процедура кесе, руська лазня не була поділена на жіночу та чоловічу, яка топилася щосуботи. Банні віники вже поділялися за гендерним принципом, який був важливим атрибутом парильні. Чоловіки користувались віниками з дуба, клена, ясена або в'язу, тоді як жінки, крім традиційного березового, парились липовими, вільховими та вербовими віниками. У грудні 1743 року, під час правління Єлизавети Петрівни, був опублікований сенатський указ про заборону спільного перебування в лазні, який дублювався лише на папері. Це дозволило уникнути епідемії сифілісу, яка накрила європейські країни. 1782 року Катериною II був підписаний «Статут благочинства», що остаточно поділив лазні на чоловічі та жіночі і до яких заборонялося заходити особам протилежної статі, що досягли 7-річного віку. Цей указ дещо пом'якшив умови, згідно з якими на жіночу половину могли заходити лікарі, художники та їх учні, які могли покращити свою майстерність та мистецтво з допомогою живої натури.
У 1797 році приватні лазні почали передавати на утримання казни на відкупних началах. Відтоді право на оренду лазні передавалося шляхом аукціону. 1820 року в Києві нараховувалось 9 торгових лазень, які обслуговували військовослужбовців місцевого гарнізону на Печерську та ремісників з Подолу.
Торгова лазня, у якій часто змінювались власники, майже не зазнала змін порівняно з лазнями минулих століть. Парильні як і раніше будувалися з дерева або глини і поділялися на дворянські та простонародні. Гарячі відділення опалювались печами-кам'янками та печами-голландками у передбанниках, вздовж стін якого закріплювались дерев'яні ящики для білизни. В деяких лазнях кам'янка опалювала гаряче та мильне відділення. Вбиральні як і раніше знаходились на вулиці, тоді як у простонародних лазнях «зручностей» не було. У дворянських лазнях банники робили чоловікам масаж, а у жіночих відділеннях проводили різноманітні косметологічні процедури. Банники не отримували платню, живучи на половину «чайових». Іншу половину отримував господар лазні, у якій можна було залишитись на ночівлю та отримати медичну допомогу.
В кінці XIX ст. з'явилися найсучасніші на ті часи «банні палаци» за зразком європейських римсько-ірландських лазень. 1893 року інженер та архітектор Гаврило Позняков придбав велику земельну ділянку біля Козиного болота, на якій збудував триповерховий будинок на Малій Житомирській, в якому відкрив чи не найрозкішніші у Києві лазні. Це були модернізовані терми з мармуровими ваннами, лавами, фонтанами і мозаїчною підлогою, в яких купці усіх гільдій відзначали укладання угод. На початку XX ст. кожен киянин відвідував лазню як мінімум п'ять разів на рік.
В цей же час були розроблені переносні «окопні» лазні для облаштування у наметах поблизу передової. Вони будувалися з підручних матеріалів, а на місцях позиційних боїв будувалися лазні-землянки і традиційні зрубні лазні. Під час Першої світової війни в армії існували мобільні лазні на кінній тязі, автомобільні лазні та банно-пральні дезінфікувальні поїзди, які призначалися для обслуговування польових шпиталів та лазаретів. Свої лазні мали й бронепоїзди: у легких лазня поєднувалась з кухнею у вагоні-кухні, а важкі бронепоїзди могли мати у своєму складі вагони-лазні.
Поїзд-лазня, який діяв до 18 годин на добу, складався з 22 вагонів. В них були 2 цистерни для води, 4-вагони лазні по 24 особи, 2 вагони-роздягальні, 2-вагони одягальні (кожен з 48 нумерованими місцями), вагон-кухня, чайна та їдальня, вагон для знищення паразитів, дезінфекційна «японська камера», паровоз для нагрівання води, електростанція, вагон для адміністрації з її канцелярією, вагон для команди, 2 вагони-склади для білизни і вагон-комора. У міжвоєнний період існувало 9 таких поїздів. У середині 1920-х років народна лазня була замінена на санпропускник з роздільним входом та виходом, атрибутами якої були алюмінієві тази і вихотки, зроблені з клоччя, а також господарське мило та банний віник. Кахельна підлога в лазнях покривалася дерев'яними настилами, якими можна було ходити босоніж. 1931 року в УСРР нараховувалось 15 громадських лазень.
В роки Другої світової війни використовувались стаціонарні лазні, обладнання яких складалося з водонагрівного приладу, резервуарів для води, шайок, лавок та підніжних ґрат. Приміщеннями для них слугували землянки та бліндажі. Також існували спеціальні брезентові намети, всередині яких встановлювали піч і котли для гарячої та холодної води, до яких додавалася хлорка. Замість земляної підлоги використовувався дерев'яний настил з хлорованим дрантям. Перед походом до лазні солдату видавали господарське мило та рушник, загорнутий у паперовий пакет, а також березовий віник.
Наприкінці 1941 року на озброєння армії надійшли банно-пральні та дезінфікувальні поїзди з подвійними стінами, простір між якими засипався деревною тирсою. Вони складалися із 8 утеплених вагонів, до складу яких входили вагон-комора для брудної білизни, вагон для чистої білизни, вагон-роздягальня, вагон-душова з гучномовцем радіо, вагон-парильня, дезінфекційна камера для верхнього одягу, вагон-перукарня і вагон-клуб для відпочинку. У прифронтовій смузі банний вагон виконував утилітарну функцію і складався з передбанника та парильні. Також в поїздах-лазнях, які знаходились далеко від лінії фронту, були вагони-парильні та вагони-душові, переходи між якими облаштовувались теплими тамбурами.
Після війни громадські лазні часто відвідували сім'ями. В залі очікування для відвідувачів ставили великий самовар з чистою водою, яку кожен охочий міг попити із одного залізного кухля. Також у лазні та поблизу неї існували буфети або кафе, у яких продавали їжу та різноманітні напої (пиво, квас, газована вода). За домовленості з банником можна було пронести міцний алкоголь. Роль банника найчастіше виконувала жінка, яка обслуговувала як чоловічу, так і жіночу частину відвідувачів.
Будівництво сучасних лазень ведеться за типовими проєктами на 50–300 місць у містах і 10–26 місць для селищ міського типу та сільських місцевостей. За призначенням і плануванням лазні поділяють на туалетні, пропускні та комбіновані. Туалетна лазня складається з передбанника, мильні та парильні і має чоловіче та жіноче відділення на 50 і більше місць. За необхідності санобробки туалетні лазні можуть бути переобладнані на пропускні. При цьому в лазнях на 50 та 100 місць використовують пересувні, а в лазнях на понад 200 місць — стаціонарні дезінфекційні камери. В лазнях на понад 100 місць можуть облаштовуватись відокремлені ванно-душові блоки, до яких входять чекальні, ванни та душові кабіни.
Пропускна лазня складається з роздягальні, дезінфекційної камери, мильні та одягальні. Лазні змішаного типу мають спільні душові та парильні. Також в лазнях допускається спорудження плавальних басейнів та душових, які іноді встановлюють у літніх павільйонах.

## Лазні первісних народів

### Стародавній Єгипет
Історія лазні сягає своїм корінням прадавніх часів. Перші відомості про лазні з'являються у часи Стародавнього Єгипту.
Єгипетські жерці мали скрізь комфортно влаштовані і доступні кожному лазні й обмивалися чотири рази на добу: двічі вдень і двічі вночі. Неабияка прихильність до лазневої справи, масажу та обмеженість в їжі допомагали єгиптянам зберігати стрункість фігури і успішно боротися з процесом старіння. А єгипетські лікарі того часу вважалися найкращими у світі і загадкове мистецтво лікування різних хвороб не уявляли без ритуального використовування води і лазень.

### Стародавня Греція
У Стародавній Греції лазні з'явились спочатку у спартанців і виконували роль оздоровниць. Їх лазні являли собою кругле приміщення з відкритим кам'яним вогнищем у центрі.

### Стародавній Рим
Особливу популярність мала процедура відвідування лазень у римлян. Тут існував цілий культ лазневої справи. Навіть при зустрічі стародавні мешканці Риму замість вітання питали один в одного: «Як потієш?». А на одній із старовинних будівель зберігся напис: «Лазня, любов і радість — до старості ми разом», який дійшов аж до наших часів. Лазня для римлян служила цілим ритуальним приміщенням, була невіддільною частиною їх житла. Адже там вони не тільки милися, але і проводили бесіди, читали вірші, малювали, співали, влаштовували пишні трапези.
Були в лазні і кімнати для масажу, майданчики для спортивних вправ та змагань і навіть бібліотеки. Римляни-багатії відвідували терми двічі на день.

### Стародавні Альпи

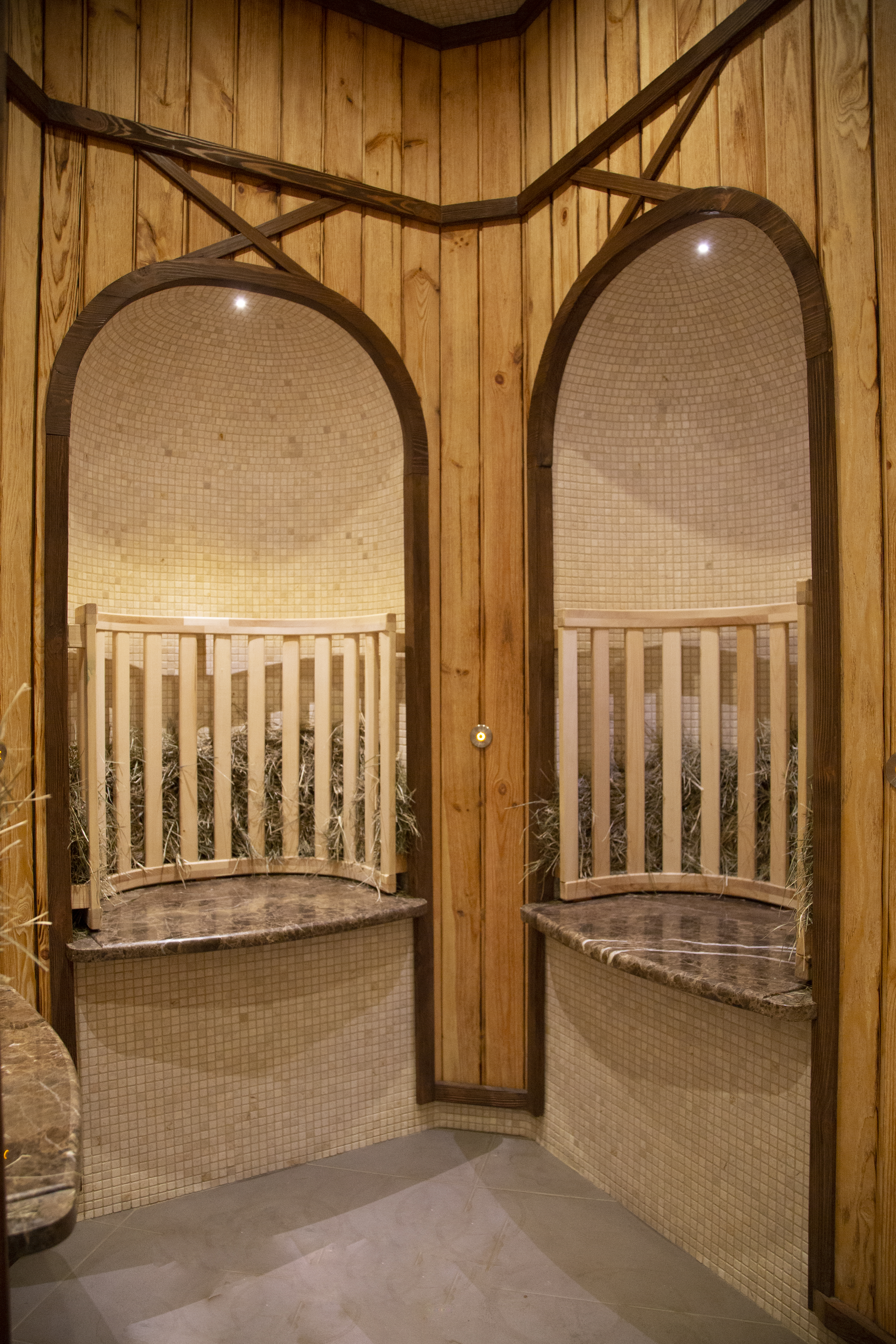
Альпійська лазня

Історія виникнення цієї лазні походить від стародавніх традицій Альп, коли члени родини збиралися навколо теплої грубки в спеціальній теплій ніші, наповненій свіжим сіном, періодично додаючи води на розігріту поверхню для отримання пари насиченої ефірними оліями альпійського сіна. Назва лазні походить від назви кошика (нім. kraxen), за допомогою якого, з гірських альпійських луків в долину переносили сіно.

## Різновиди сучасних лазень
За конструкціями лазні-парні поділяють на три основних типи в залежності від температури і вологості повітря в парильному відділенні:
1. лазні сухо-повітряні (міська громадська лазня-кам'янка, руська, фінська сауна) з температурою повітря від 60° до 120° C і вологістю повітря від 5 % до 25 %;
2. лазні сирі (парна, руська, фінська, східна), температура в які коливається від 50° до 70° C, а вологість від 80 % до 100 %;
3. водяники, або японські лазні.

### Римські терми

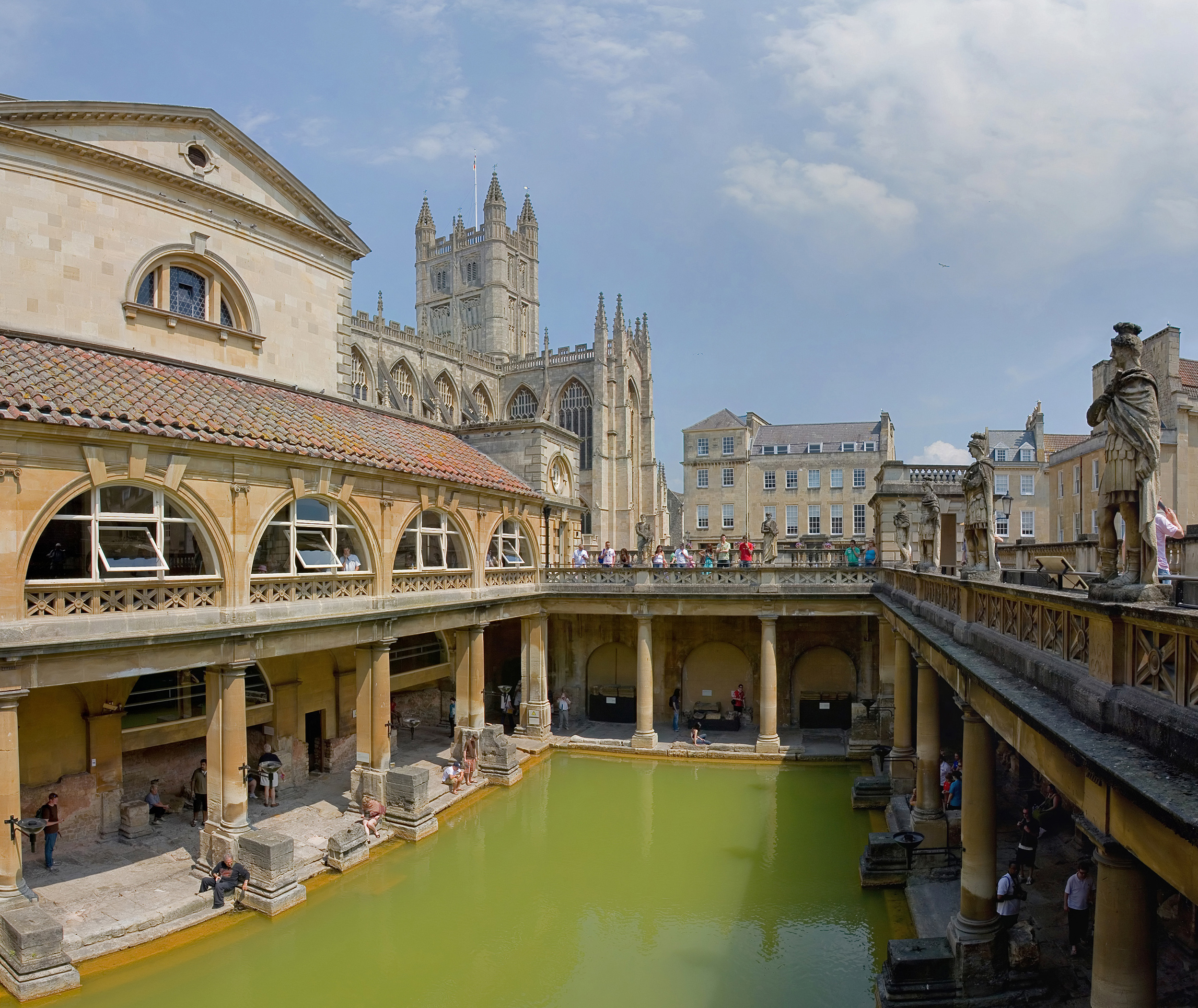
Публічні римські терми в Баті, Сомерсет, Велика Британія. Все облаштування вище рівня колон основане на пізнішій реконструкції

Найдавніші лазні — римські терми (лат. thermae, від грец. θερμη — «тепло»). Вони складалися з декількох відділень: для роздягання і відпочинку після лазні, відділення з басейном для першого обмивання, потім приміщення для миття теплою і гарячою водою. Після нього — для сухої парної і вологої лазні. Відділення з басейном з холодною водою мало назву фригідарій. Обігрів парильних відділень вироблявся печами, що опалювалися нафтою.

### Римсько-ірландські лазні
Римсько-ірландські лазні набули поширення в різних країнах світу. Вони є суто повітряними при помірній температурі 50–60° C. Гаряче повітря проходить під підлогою і по стінах у спеціальних трубах. Процес відвідування лазні відбувається в наступному порядку: підготовче приміщення, приміщення першого розігріву, парильне відділення, у якому через дірчасту підлогу подається гаряче повітря. Тому, переходячи з одного приміщення в інше, відбувається активне потовиділення. Від римської така лазня відрізняється наявністю спеціальної труби для виходу відпрацьованого повітря, що робить атмосферу парної лазні здоровою.

### Руська лазня

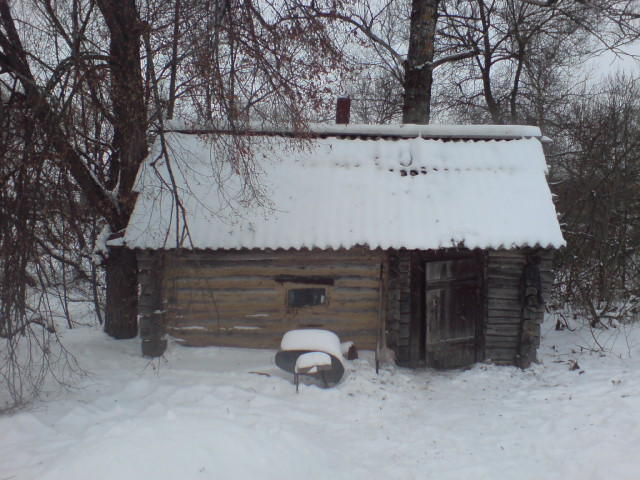

На Русі лазні відомі з давніх часів. У статуті князя Володимира (966 р.) лазні числилися як «заклади для нездатних». По всій Русі, у селах і містах на берегах річок, озер і струмків будували парні лазні. Руська парна лазня являє собою дерев'яну хату, зруб, у якій розташовані два приміщення: роздягальне (передбанник) і парильне відділення (парильню). У парильні розміщалася кам'янка — піч з каменями.
Руська лазня має два різновиди: з топкою «по-чорному» і «по-білому». Грубка «по-чорному» найдавніша, але вона збереглася до наших днів у деяких областях, наприклад у Сибіру. Грубки палять без димаря, дим виходить через відчинене вікно парильні. Коли кам'янка добре розігріта, кочегарити припиняють, лазню провітрюють, стіни обливають водою, потім закривають вікна і двері і подають воду в кам'янку для утворення пари. Така лазня має особливий дух за рахунок дії диму на дерев'яні конструкції зрубу.
Лазня з топкою «по-білому» поширена на території України, Білорусі та Росії. У ній дим з кам'янки виходить через трубу, завдяки чому атмосфера в парильні не забруднюється, провітрювання парильні й обмивання стін не потрібно. Така лазня гігієнічніша і сучасніша.
У Росії є ще один різновид, що зустрічається в степових і безлісних районах, де не можна побудувати дерев'яне приміщення. У руській печі після випічки хліба вигрібають золу, настилають дошки і забираються всередину, куди заздалегідь поміщені цебро з водою і віник. При зволоженні гарячих стінок печі водою утвориться пара.
У парній лазні у повітрі підтримують високий вміст пари і тому температура на рівні голови в такій лазні не перевищує 60–65 °С.

### Гуцульська лазня
Свої особливості має традиційна лазня гуцулів. Специфіка їх стилю життя та ведення господарства, життя у горах серед хвойних лісів, де холодний сезон триваліший, ніж на інших українських землях, відповідно призвело до специфіки їх догляду за здоров'ям. Однією з таких оригінальних справ була гуцульська лазня. Гуцули взимку, рубаючи дерева високо в горах для підтримки чистоти тіла розтоплювали вогнище («ватру») в своїх колибах і влаштовували так звану гуцульську лазню, ця процедура дозволяла краще очиститися від бруду, ніж традиційні обливання водою, також гуцулами було помічено очищувальний та тонізувальний ефект такого виду лазні.
Контраст температур у гуцульській лазні чудово впливає на потовиділення та еластичність шкіри: розм'якшення епідермісу та зняття ороговілого шару, покращення дихання шкіри. Споживання під час процедури великої кількості води призводить до очищення пор шкіри, активізує роботу потових залоз та виводить токсини, шлаки і підшкірний жир, а також покращує роботу кровоносної системи.
Контраст температур підвищує загальний тонус організму.

### Кельтська лазня
Цілющий ефект трав'яних настоїв та настоянок був відомий, коли Європа перебувала під владою кельтських племен. Саме тих племен, воїни яких тримали в страху всю тодішню Європу, проти яких вів безперервні війни Юлій Цезар. Під час лікування поранених воїнів кельтські друїди-жерці помітили, що теплі просякнуті настоями тканини краще загоювали рани. Тому з часом з'явився звичай після купелі лежати загорнувшись у трав'яну верету, зволожену трав'яними настоями, що мало лікувати хвороби конкретної людини.

### Дакійська лазня
Даки, що протягом тривалого часу жили у Карпатах, у своїх купелях використовували різні природні камені. Вони вірили, що природна енергія каменю усуває напругу і стрес, послаблює і нейтралізує негативну енергію, перерозподіляє її з областей, де вона знаходиться в надлишку, в ті області, де її недостатньо. Як джерела тепла і холоду в цьому виді лазень використовуються певні камені Карпатських гір.

### Мінеральна лазня
Купання в чанах з мінеральною водою було відоме в Європі із давніх-давен, особливо в гірських регіонах Альп, Карпат, Піреней. Користь від таких ванн не підлягала сумніву, адже окрім простого чищення організму, мінеральна вода ще й чудово впливає на загальний тонус, потовиділення, розм'якшення епідермісу, покращення дихання шкіри та насичення через відкриті пори необхідними мінералами, а також покращує роботу кровоносної системи. Температура у чані підтримується на рівні до 40 °C (для витривалих клієнтів можна й до 45 °C). Сидять люди у мінеральних лазнях так, щоб серце було над водою.

### Фінська лазня

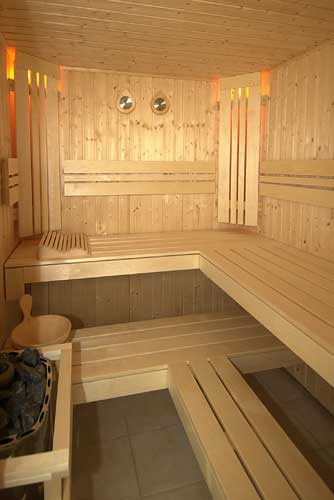
Сауна

Сауна (у перекладі з фінської означає «лазня»). Тому, правильно говорити або «фінська лазня», або «сауна» (і, аж ніяк, не «фінська сауна»).
Прародителькою руської і фінської лазень є та сама хата, що нагрівається «по-чорному» (без димаря).

#### Як користуватись
Спочатку слід прийняти душ (без мила), щоб увійти в парильню мокрим. Сядьте і дайте теплу прогріти тіло, щоб відкрилися пори шкіри.
Після нетривалого перебування в сауні потрібно прийняти душ удруге, цього разу з прохолоднішою водою. Після чого можна зайти в сауну знову.
При неправильному користуванні сауною (висока температура і низька вологість повітря) можна пересушити верхні дихальні шляхи (сухість у горлі), шкіру і слизові оболонки. Якщо не зволожувати повітря, поливаючи каміння водою, то сухе повітря, що має менші теплопровідність і теплоємність, дозволить підняти температуру в сауні до 100–120 °С. Але практика сухого повітря є хибною і до сауни має опосередковане відношення. Облаштування фінської та руської лазень нічим не відрізняється і поняття «сухого пару» по відношенню до лазні не існує.
Прохолодний басейн або душ після парильні сприяє відновленню температури тіла, перешкоджаючи його перегріванню, та загартовує організм.
Усі процедури в сауні бажано, щоб не перевищували трьох годин.

### Японська лазня (офуро)
У Японії дуже популярними є водяні лазні. Ванна такої лазні влаштована в дерев'яній бочці, що заповнюється гарячою водою з температурою близько 45° C. Приймають ванну занурюючись у неї по груди, надягши на голову шапочку, змочену в холодній воді. Японці відвідують таку лазню 2–3 рази на тиждень.
Іншим видом японської лазні є тирсова суха лазня. У кедрову тирсу додають лікарські трави, потім суміш нагрівається до 60 °C. Тирса всмоктує піт, одночасно виділяючи ароматичні і цілющі речовини.

### Турецька лазня (хамам)
Турецька лазня не є суто турецьким винаходом. Турки перейняли звичай будівництва і використовування гарячих лазень у арабів. Останні, у свою чергу, запозичили їх з побуту народів Римської імперії. Дещо пізніше, в Константинополі, ця лазня була перетворена в «хамам» (що в перекладі означає «той, що розповсюджує тепло») — турецьку лазню.
Лежаки, підлога і стіни з мармуру в них підігріваються гарячим повітрям і поливаються водою для утворення пари. Поєднання масажу і релаксаційної властивості мармуру дає приголомшливий лікувальний ефект. В умовах спекотного клімату країн Сходу регулярні відвідини турецької лазні були профілактикою багатьох хвороб: застудних, серцево-судинних, хвороб опорно-рухового апарату та ін. Турецька лазня в поєднанні з масажем є ще й ефективним засобом в боротьбі з целюлітом.
Існує повір'я, що хамам виліковує від безпліддя — жар хамаму підвищує фертильність. За стародавніх часів існував звичай омивати неодружених дівчат в басейні, щоб ті швидше вступили в шлюб.

#### Процес миття
Спочатку людина відмокає в парній на дуже гарячому камені. Його називають чебек-таши («камінь для живота»). Лежачи на животі, людина прогрівається і розпарюється. Банники час від часу поливають зверху водою. Очищення тіла в хамамі відбувається за допомогою вологої пари.
Потім настає час пілінгу. Спеціальною жорсткою мочалкою шкіру очищають від шару, що ороговів.
Наступний етап — мильний масаж. З мішка, схожого на наволочку, на людину виливають спеціальну мильну піну. Рецепт виготовлення цієї піни тримається в секреті і передається з вуст у вуста.
Мильний масаж розпарює м'язи та розрівнює шкіру. Гаряча пара відкриває пори і шкіра починає самоочищуватися.
Потім невеликий відпочинок. Змивши піну, банник веде людину в кімнату, де пригощає чаєм.
Закінчується процедура інтенсивним масажем з ароматичними оліями.
Весь процес триває дві години.

### Інші лазні
Можна попаритися в мішку з березовим листям або квітковим сіном.
Існує піщана лазня. Розігрітий на сонці пісок добре вбирає в себе піт заритої в піщану масу людини. Такі лазні лікують артрити, ревматизм, нефрити і деякі гінекологічні захворювання. Після чого дуже корисно окунутися в море.
Авіценна рекомендував піщані лазні з кавуном. Кавун — сечогінний фрукт, і весь піт хворого всмоктує в себе пісок. У такий спосіб лікували захворювання нирок.

### Корисність
Прогрівання в лазні призводить до благодійної зміни функціонального стану органів і систем організму, посиленню обміну речовин, сприяє розвитку захисних і компенсаторних механізмів. Пояснюється це благодійним впливом тепла й виділення поту на серцево-судинну, дихальну, терморегуляційну й ендокринну системи. Лазня заспокоює нервову систему, привносить бадьорість, підвищує розумові здібності.

## Галерея

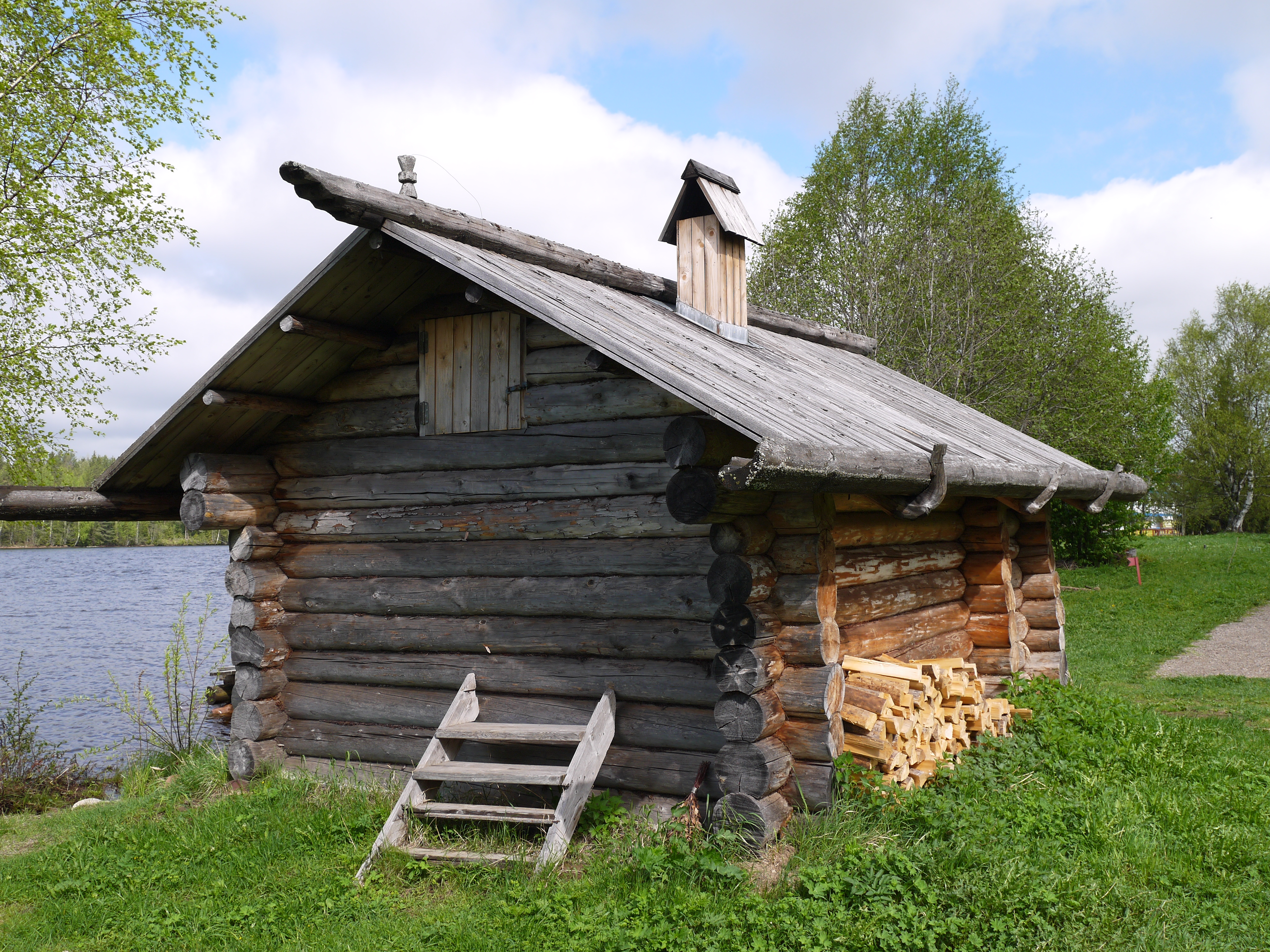
Російська лазня і музеї села Мандроги